# HD 107054
HD 107054，又名BD+31 2350，SAO 62943、HR 4680，是一颗恒星，视星等为6.23，位于銀經187.6，銀緯82.14，其B1900.0坐标为赤經12h 13m 29.1s，赤緯+30° 82.14′ 28″。